# Robert Michiels
Pour les articles homonymes, voir Michiels.
Robert Michiels, né à La Louvière le 8 mai 1933, est un sculpteur-assembleur et musicien belge.

## Biographie et œuvres

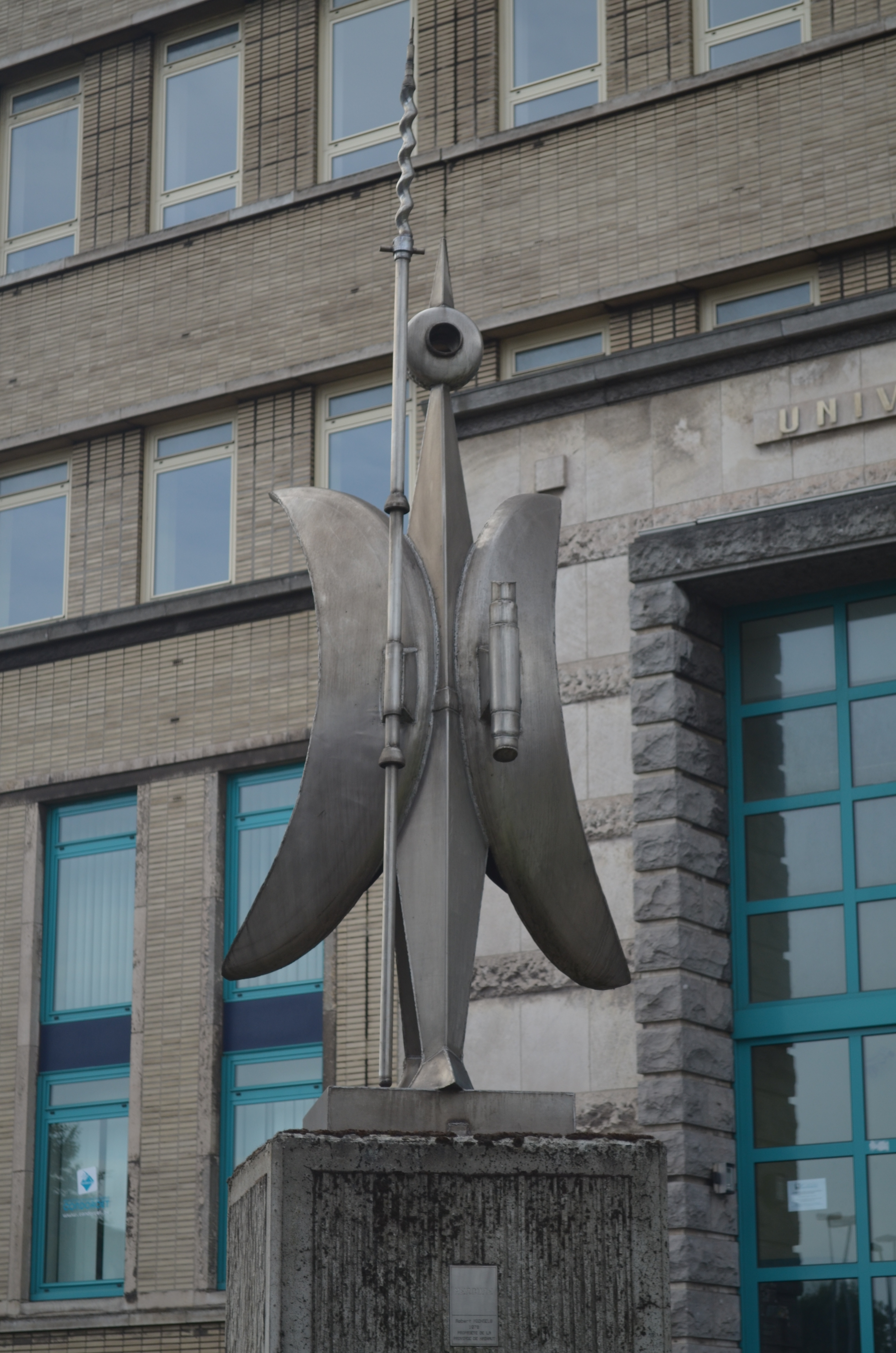
Mercure. Sculpture en métal réalisée en 1978, installée à Charleroi devant l'entrée de la Cité juvénile de l'Université du Travail.

Robert Michiels, autodidacte, commence sa carrière artistique comme musicien de jazz et comme peintre, mais opte rapidement pour la sculpture. Son œuvre sera influencée et encouragée par sa rencontre avec Achille Chavée, Pol Bury et André Balthazar au début des années 1960,.
Ses œuvres sont des assemblages d'éléments industriels, de matériaux récupérés combinés avec le bois qui forment des figures humaines, des animaux et des insectes étranges, souvent avec une touche surréaliste où l'élément répétitif et l'humour joue un rôle. Si les assemblages de matériaux issus de la société de consommation le rapproche du Nouveau réalisme défendu par Pierre Restany, la dramatisation formelle et composante psychique de l'œuvre inscrivent Robert Michiels dans le courant d'une sculpture « existentialiste ».
Achille Chavée considère sa sculpture comme « une tentative magique de réconciliation entre ces deux entités qui se partagent notre univers psychique, la matière et l'esprit […] ces deux réalités traditionnelles conçues comme antagonistes ».
Il obtient le prix de la « Jeune Sculpture belge » en 1966, le Prix du Hainaut en 1967, le Premier prix à la « Biennale de Paris » et à la « Biennale de Middelheim » à Anvers en 1969.
Robert Michiels a réalisé des œuvres monumentales pour le Centre hospitalier universitaire de Tivoli à La Louvière, pour la ville de Nivelles, l'Université du Travail à Charleroi, le Centre sportif de La Hestre et la Cité du verre à Manage.